# Kościół św. Piotra i św. Pawła w Racławicach
Kościół św. Piotra i św. Pawła w Racławicach – zabytkowy kościół katolicki znajdujący się w województwie małopolskim, w powiecie miechowskim, w gminie Racławice, w Racławicach.
Kościół z 1778 roku wraz z dzwonnicą i ogrodzeniem wpisany został do rejestru zabytków nieruchomych województwa małopolskiego.

## Historia
Kościół wybudowany w miejscu drewnianego, spalonego w II poł. XVII wieku. Świątynię konsekrował bp Tomasz Kuliński w 1887 roku .
Architekt Sebastian Alojzy Sierakowski był plebanem tutejszej parafii w latach 1779–1786 i prawdopodobnie miał wpływ na formę obiektu
którego budowa rozpoczęła się w 1778 roku.

## Architektura
Budynek barokowo klasycystyczny, murowany, jednonawowy. Prezbiterium kwadratowe, węższe od nawy nakryte kopułą.

## Wystrój i wyposażenie
- późnogotycki obraz tablicowy w typie Sacra Conversazione[3];
- gotycka figura św. Szczepana z końca XV wieku[4][2] ;
- drzwi obite blachą z pasami i rozetami[4];
- późnobarokowa chrzcielnica i kropielnica[2] ;
- obraz św. Izydora w nietypowym przebraniu – w krakowskiej sukmanie[2] .

## Dzwonnica
Drewniana dzwonnica konstrukcji słupowej, na planie kwadratu z przełomu XVIII i XIX wieku, dach namiotowy z cebulastą kopułą,
dzwon z 1547 roku.